# Jules Brongniart
Jules Théodore Brongniart (16 september 1833 - Parijs, 9 december 1886) was een Frans arts.
Hij was de zoon van botanicus Adolphe Théodore Brongniart en groeide op nabij de Jardin des Plantes in Parijs waar zijn vader werkte. Brongniart studeerde af als doctor in de geneeskunde aan de Sorbonne. Tijdens de Frans-Pruisische Oorlog diende hij in het Franse leger bij de verdediging van Parijs en onderscheidde zich in de Slag bij Buzenval. Hij vestigde zich in 1873 in Contrexéville als arts en specialiseerde zich in ziekten aan de urinewegen en medische hydrologie. In 1875 werd hij verkozen als lid van de Parijse Société d'hydrologie médicale, waarvan hij in 1885 vicevoorzitter werd. Brongniart overleed in 1886 ten gevolge van diabetes en een longontsteking.